# Соляное (Крым)
Соляно́е (до 1948 года — населённый пункт Сольпрома; укр. Соляне, крымскотат. Qırım Eli, Къырым Эли) — село в Ленинском районе Республики Крым, в составе Семисотского сельского поселения (согласно административно-территориальному делению Украины — Семисотского сельсовета Автономной Республики Крым).

## Население
| 1989 | 2001 | 2014 |
| ---- | ---- | ---- |
| 135  | ↘91  | ↗92  |

Всеукраинская перепись 2001 года показала следующее распределение по носителям языка
| Язык       | Процент |
| ---------- | ------- |
| русский    | 93.41   |
| украинский | 4.4     |

## Современное состояние
На 2017 год в Соляном числится 5 улиц; на 2009 год, по данным сельсовета, село занимало площадь 60,8 гектара на которой, в 54 дворах, проживало 114 человек. Соляное связано автобусным сообщением с Феодосией и железнодорожной станцией Петрово (на линии Джанкой — Керчь), курорт.

## География
Соляное расположено в начале Арабатской стрелки полуострова Крым, на берегу Арабатского залива Азовского моря в 10 км от ближайшего населённого пункта Каменское, практически на уровне моря. До райцентра Ленино — около 40 километров (по шоссе), ближайшая железнодорожная станция Семисотка (на линии Владиславовка — Керчь) примерно в 18 километрах. Транспортное сообщение осуществляется по региональной автодороге 35Н-350 Соляное — Батальное (по украинской классификации — С-0-10843).

## История
Во второй половине XIX века на месте Соляного была почтовая станция, а в конце XIX — начале XX века местность принадлежала Соломону Крыму, при котором были организованы Крым-элийские соляные промыслы, для рабочих которых были построены бараки. На верстовой карте Крыма 1896 года на месте селеа обозначено несколько хуторов, паровая мельница и соляные промыслы.
2 безымянных хутора также обозначены на карте Стрельбицкого 1920 года). На карте Крымского статистического Управления 1922 года селение обозначено, как Соляные промыслы и уже на километровой карте Генштаба Красной армии 1941 года обозначено, как посёлок Сольпрома. С 25 июня 1946 года посёлок Сольпрома в составе Крымской области РСФСР. На промыслы, для вывоза соли, была проложена узкоколейка (со стороны Геническа), построен причал, с которого баржами на буксирах соль отправляли в Керчь.

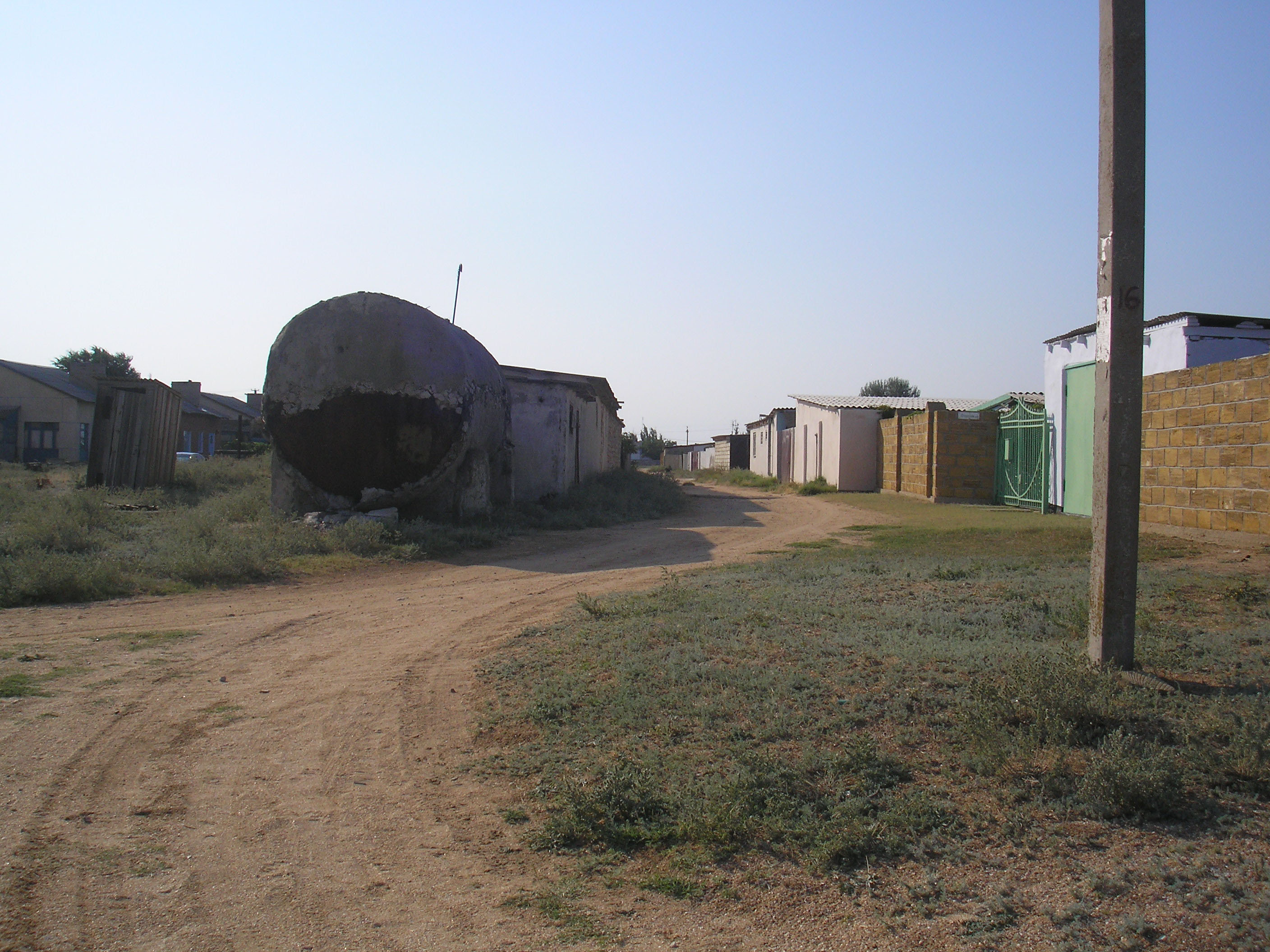
Село Соляное. 2009 год

Указом Президиума Верховного Совета РСФСР от 18 мая 1948 года переименован в Соляное, как безымянный населённый пункт Сольпрома. 26 апреля 1954 года Крымская область была передана из состава РСФСР в состав УССР. Время включения в Семисотский сельсовет пока не установлено: на 15 июня 1960 года село уже числилось в его составе. По данным переписи 1989 года в селе проживало 135 человек. С 12 февраля 1991 года село в восстановленной Крымской АССР, 26 февраля 1992 года переименованной в Автономную Республику Крым. С 21 марта 2014 года в составе Крыма аннексировано Россией.

## Погранзона
В соответствии с Приказом ФСБ РФ от 26 ноября 2014 года N 659 от северной границы Соляного и далее на север по Арабатской стрелке располагается пограничная зона. Само Соляное в погранзону не входит. Лицам, не являющимся гражданами России, без соответствующих документов запрещается движение на север от Соляного. Граждане России могут посещать Арабатскую стрелку к северу от Соляного при обязательном наличии внутреннего паспорта гражданина России, не приближаясь к линии границы с Херсонской областью Украины ближе 5 км. Для посещения 5-километровой пограничной полосы пропуска, либо другие документы нужны и гражданам России.